# JongerenInfoLife
JongerenInfoLife (JIL) is een Belgische organisatie die hulp biedt bij ongeplande, onverwachte of ongewenste zwangerschap en geeft relationele en seksuele vorming (RSV).
JIL gaat ervan uit dat de mens vanaf de bevruchting beschermwaardig is.